# Linköpings Allmänna Simsällskap
El Linköpings Allmänna Simsällskap (LASS) es un club acuático sueco con sede en la ciudad de Linköping fundado en 1824.
Los deportes que se practican en el club son los saltos, la natación y el waterpolo.

## Historia
Entre los deportistas famosos del club están los nadadores olímpicos Lars Frölander y Marcus Piehl.

## Palmarés
- 3 veces campeón de la Liga de Suecia de waterpolo femenino (2007-9)